# Николаевско съкровище
Николаевското съкровище, открито в местност до село Николаево (Плевенско), се състои от златни и сребърни накити и предмети, както и голямо количество сребърни монети. Един от предметите – сребърна статуетка, определяна като солница или пиператория, е много рядка находка с малко аналози. Датировката на предметите е от 70-те години на І век до средата на ІІІ век, а за произхода им се приема, че е от различни места.
Накитите са представителни за основните видове, използвани от населението по тракийските земи през римската епоха. Съчетават се общите тенденции в развитието на римското ювелирно изкуство с източни тенденции, възобновяващи елинистични традиции.

## История на откриването
Съкровището е открито случайно през 1909 г. в лозе в местността Санъра (Равнището), на 1 км източно от село Николаево, от Пенко Пенков, собственик на лозето. По-късно отива в ръцете на плевенски търговец. Откупвано е от държавата на два пъти, през юли същата година и през 1910 година.

## Предмети
Съкровището съдържа 35 накита (30 златни и 5 сребърни), два сребърни съда (солница и купичка) и 898 сребърни монети (денари и антониани) на римските императори от периода І – ІІІ век.

### Накити и съдове
Златните накитите (24 карата) са с общо тегло 1 кг. Сред тях са няколко огърлици: огърлица от три верижки с украса от червени и зелени полускъпоценни камъни и пандатив от златна монета на император Каракала, сложносъставна огърлица от 58 сегмента, с централна висулка от планински кристал във форма на осмостенна пирамида, част от сложносъставна огърлица от мъниста във формата на двойна шишарка, огърлица от елипсовидни канелирани мъниста и триъгълни орнаментирани пластини при мястото за закачане, огърлица от 32 златни мъниста във формата на додекаедри (дванадесетостени), огърлица-верижка (истмион), съставена от двойни халки и централен медальон с елипсовиден зелен полускъпоценен камък, част от огърлица, съставена от ажурни елементи и т.нар. Херкулесов възел, редуващи се с мъниста от смарагд. Съкровището съдържа още обици, лунула, торква, гривни, пръстени.
Предметите от сребро са статуетка солница, купа, две отворени гривни с кръгло сечение на телта, гривна с краища като змийски глави, пръстен с плоча от корнелин, масивна кръстовидна фибула, игла.
От бронзова тел са направени чифт гривни.

#### Статуетка
Направена от сребро, статуетката изобразява седнало голо момче, държащо в ръцете си куче, върху кръгла профилирана поставка.
 Висока е около 10 см. Върху долната повърхност на поставката има три листовидни групи с малки дупчици, а от вътрешната страна на дъното е прикрепен подвижен диск с изрези в същата форма, който позволява отваряне и затваряне на малките отвори посредством дръжка в центъра. На тази основа изследователите правят изводи за практическата функция на предмета.
Още в началото на проучванията Богдан Филов я определя като солница. Учените, които разглеждат  статуетката, най-често се придържат към неговото мнение. Впоследствие тя е разглеждана като съдче за подправки от античните сервизи за хранене и по-точно като съд за съхранение на пипер (piperatoria). Поради данните за по-едрата структура на солта в Античността и специфичните обреди, свързани с този ценен продукт на трапезата, по-вероятно е статуетката да е използвана за една друга подправка в римската кухня – черния пипер, по мнението на Д. Владимирова-Аладжова.
Известни са малък брой подобни находки. Високите художествените качества на статуетката от Николаево правят вероятен произхода ѝ от италийско или западно ателие, специализирано в изработването на сребърни съдове, според Л. Русева-Слокоска, която въз основа на стилови белези я отнася към средата на ІІІ век. Според други изследователи (Сьор) произходът ѝ е от Сирия.

### Монети
Монетите от съкровището са сребърни, от периода от управлението на  Авъл Вителий (69 г.) до това на Требониан Гал (251 – 253 г.).